# Zemitrella circumcincta
Zemitrella circumcincta är en snäckart som beskrevs av Dell 1962. Zemitrella circumcincta ingår i släktet Zemitrella och familjen Columbellidae. Inga underarter finns listade i Catalogue of Life.